# Semecarpus myriocarpus
Semecarpus myriocarpus är en sumakväxtart som beskrevs av Evrard & Tardieu. Semecarpus myriocarpus ingår i släktet Semecarpus och familjen sumakväxter. Inga underarter finns listade i Catalogue of Life.